# Johan Selmer
Johan Selmer (noruec bokmål: Johan Peter Selmer)  (Christiania, 20 de gener de 1844 - Venècia, 21 de juliol de 1910) fou un compositor noruec.
Estudià la carrera d'advocat i després emprengué una sèrie de viatges per Orient cercant una millora a la seva afecció del pit que patia. Al seu retorn decidí dedicar-se a la música i durant dos anys va romandre a París estudiant al costat de Ambroise Thomas i després amb de Richter a Leipzig. De 1883 a 1886 dirigí els concerts filharmònics de Cristiania, per a després residí principalment fora de la seva pàtria.
Entre les seves composicions hi figuren els poemes simfònics:
- Escena fúnebre,
- Nordischer festzug,
- Finlândische Festklânge,
- In den Bergen,
- Karneval in Flandern,
- Prometheus, influïts tots ells per l'estil d'Hector Berlioz.
- La captiva, per a contralt i orquestra,
- Zugder Türken gegen Athen, per a baríton, cor i orquestra,
- Hilsen til Nidaros, per a tenor cor d'homes i orquestra,
- Cors a cappella per a veus mixtes,
- Lieder, duets i diverses peces per a piano.